# Igreja de Nossa Senhora da Consolação (Arrentela)

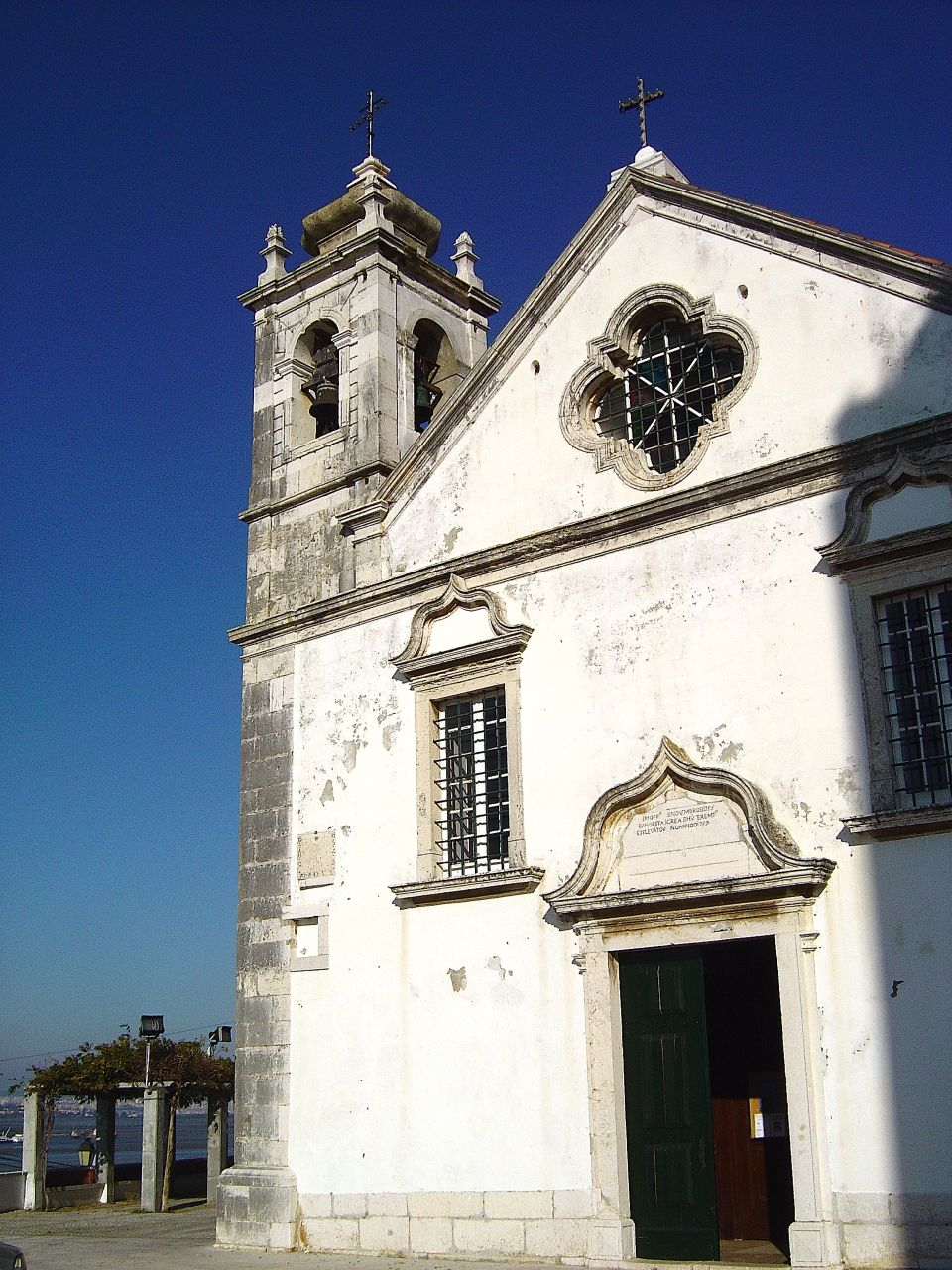

A Igreja Matriz de Arrentela, localizada em Arrentela, na atual freguesia de Seixal, Arrentela e Aldeia de Paio Pires, e dedicada a Nossa Senhora da Consolação, remonta aos finais do século XV ou princípios do século XVI,  estando classificada como Imóvel de Interesse Público de Portugal desde 1977.

## Descrição
O estilo decorativo predominante é o barroco, resultante das grandes obras que a igreja sofreu após o terramoto de Lisboa de 1755. 
O seu interior, de uma só nave, é revestido por uma série de painéis de azulejos representando cenas da vida da Virgem Maria. 
O altar-mor, em talha dourada, anterior ao terramoto, possui um conjunto de colunas salomónicas, um minucioso sacrário e uma pintura figurando a Adoração do Santíssimo Sacramento. 
Na cobertura da nave pode-se observar um magnífico trabalho de estuque em relevo, de várias cores, onde se destaca uma imagem da Padroeira, com a muleta - barco de pesca típico desta região - a seus pés, rodeada de pescadores, fidalgos e dos quatro evangelistas.